# Periscepsia cuculliae
Periscepsia cuculliae är en tvåvingeart som beskrevs av Robineau-desvoidy 1863. Periscepsia cuculliae ingår i släktet Periscepsia och familjen parasitflugor.
Artens utbredningsområde är Frankrike. Inga underarter finns listade i Catalogue of Life.